# Antonio Marino Priuli
Antonio Marino Priuli (Venetië, 17 augustus 1700 – Castelfranco Veneto, 26 oktober 1772) was een prelaat in de republiek Venetië. Hij was bisschop van Vicenza (1738-1767) en kardinaal-bisschop van Padua (1667-1772).

## Levensloop
Priuli was afkomstig van een patriciërsgeslacht in Venetië, hoofdstad van de gelijknamige republiek. Zijn familie kende meerdere kardinalen. Priuli studeerde theologie in de privéschool van de jezuïeten in Venetië. Aan de universiteit van Padua behaalde hij het doctoraat in beide rechten (1734). Met dit juristendiploma ging hij aan de slag bij de Romeinse Curie in de Pauselijke Staat.
In 1738 werd hij tot bisschop van Vicenza verkozen en in 1739 in Rome tot bisschop gewijd. In Vicenza was zijn episcopaat gekenmerkt door pastorale bezoeken aan de parochies.
Zijn stadsgenoot, de Venetiaanse paus Clemens XIII, schonk aan Priuli de kardinaalshoed, kort na de pausverkiezing (1758). De titelkerk van Priuli was eerst de Santa Maria della Pace in Rome en later de Basiliek van San Marco (Rome). De San Marco werd sinds de 15e eeuw aan een Venetiaans kardinaal toegewezen.
In 1767 werd Priuli getransfereerd van de bisschopstroon van Vicenza naar Padua. Zijn gezondheid ging achteruit. In 1772 stierf hij in een landhuis in Treville, deel van Castelfranco Veneto; het landgoed was eigendom van zijn familie. Het stoffelijk overschot werd van Castelfranco Veneto overgebracht naar de kathedraal van Padua om daar begraven te worden naast andere bisschoppen van Padua.